# Africallagma cuneistigma
Africallagma cuneistigma – gatunek ważki z rodziny łątkowatych (Coenagrionidae). Znany wyłącznie ze stanowisk w górach Chimanimani we wschodnim Zimbabwe, tuż przy granicy z Mozambikiem.